# Edge Hills Provincial Park
Der Edge Hills Provincial Park (auch Edge Hills Park) ist ein etwa 11.932 Hektar (ha) großer Provincial Park im südlichen Zentrum der kanadischen Provinz British Columbia, im Bereich des Fraser-Plateaus.

## Anlage
Der Park im British Columbia Interior liegt etwa 40 Kilometer nördlich von Lillooet bzw. etwa 20 Kilometer westlich von Clinton. Der nördliche Bereich des Parks liegt dabei im Thompson-Nicola Regional District während der südliche im Squamish-Lillooet Regional District liegt.
Nach Westen wird der Park durch den Fraser Canyon begrenzt, während ihn im Süden der Kelly Creek, ein linker Nebenfluss des Fraser Rivers, begrenzt. Außerdem stellt der Kelly Creek die Nordgrenze der Marble Range dar. Im Südwesten grenzt der Park außerdem unmittelbar an den Downing Provincial Park. Der Edge Hills Provincial Park steigt von Westen nach Osten an, wobei der Bereich am Fraser River am niedrigsten liegt. Höchster Punkt im Park ist der 1990 m hohe Butcher Peak im Nordosten des Parks.
Bei dem Park handelt es sich um ein Schutzgebiet der IUCN-Kategorie II (Nationalpark).

## Geschichte
Der Park wurde am 13. Juli 1995, zusammen mit einer Gruppe von insgesamt 50 der Provincial Parks in British Columbia, eingerichtet. Im Laufe der Zeit wurden dabei sowohl seine Größe wie auch sein Schutzstatus geändert. Zuletzt wurde seine Größe im Jahr 2022 verändert und er erhielt dabei seine aktuelle Größe.
Wie jedoch bei fast allen Provinzparks in British Columbia gilt auch für diesen, dass er lange bevor die Gegend von europäischen Einwanderern besiedelt oder sie Teil eines Parks wurde, sie Siedlungs- und/oder Jagd-/Fischereigebiet verschiedener Stämme der First Nations, hier hauptsächlich der Secwepemc und der Lil'wat, war. Die Besiedlung durch diese lässt sich stellenweise durch pit houses nachweisen. Eine Pockenepidemie im Jahr 1862 fielen jedoch viele der Bewohner zu Opfer und zur Aufgabe von Gemeinschaften.

## Flora und Fauna
Mit dem Biogeoclimatic Ecological Classification (BEC) Zoning System wird das Ökosystem von British Columbia in verschiedene biogeoklimatische Zonen eingeteilt. Biogeoklimatische Zonen zeichnen sich durch ein grundsätzlich identisches oder sehr ähnliches Klima sowie gleiche oder sehr ähnliche biologische und geologische Voraussetzungen aus. Daraus resultiert in den jeweiligen Zonen dann grundsätzlich auch ein sehr ähnlicher Bestand an Pflanzen und Tieren. Innerhalb dieser Systematik wird der Park auf Grund seiner Lage verschiedenen Zone, der Bunchgrass Zone, der Interior Douglas-fir Zone und der Montane Spruce Zone, zugeordnet. Wobei sich die drei Zonen überwiegend von Norden nach Süden erstrecken. Die westlichste Zone ist dabei die Bunchgrass Zone am Fluss, während die Interior Douglas-fir Zone in der Mitte liegt und sich die Montane Spruce Zone über den östlichen und höchstgelegenen Teil erstreckt.
Der Park ist bekannt für sein Grasland und seine Übergangsbereiche zwischen Trockenwald und Grasland, da er in Leebereich und damit dem Regenschatten der Coast Mountains liegt. Entsprechend der biogeoklimatischen Zonen findet sich am Fraser River unter anderem Wüsten-Beifuß, Süßgräser und Opuntien, im mittleren Bereich wachsen Gewöhnliche Douglasien und im höheren östlichen Bereich wachsen Drehkiefern.
Durch seine klimatische Lage mit milderen Wintern ist der Park ein Überwinterungsgebiet für Kalifornische Dickhornschafe, welche im Sommer dann weiter nach Westen in die höheren Lagen des Marble Range Provincial Park wandern. Außerdem leben im Park Maultierhirsche, Elche, Pumas und Schwarzbären sowie nördliche Bestände der Ponderosaeule und des Rostbrachvogels. Weiterhin kommt hier auch die Gefleckte Fledermaus und das Schweifhuhn vor.

## Aktivitäten
Der Edge Hills Provincial Park ist ein Park, der über keine ausgeprägte touristische Infrastruktur verfügt. Die Hauptaktivität im Park ist das Wandern und klettern. Im Park sind dabei jedoch keine offiziellen Wanderwege ausgewiesen. Genau so keine offiziellen Zeltplätze im Park ausgewiesen, Wilderness Camping ist jedoch erlaubt.

## Benachbarte Parks
Die nächstgelegenen Provincial Parks sind, in Richtung Süden am Highway 99, der Marble Canyon Provincial Park, in Richtung Südwesten der Fred Antoine Provincial Park sowie in Richtung Nordosten der Marble Range Provincial Park.